# Flavio Santos
Flavio de Jesús Santos (Jalisco, 1º marzo 1987) è un calciatore messicano, attaccante dell'Atlético La Paz.

## Carriera
Cresciuto nelle giovanili dell'Atlas, ha totalizzato con i rossoneri 84 presenze in campionato corredate da 8 goal tra il 2008 ed il 2012. L'8 dicembre 2012 viene ufficializzato il suo passaggio in prestito semestrale al Toluca, club vicecampione in carica, in vista del torneo di Clausura. In cambio all'Atlas va, sempre in prestito, il "Conejito" Isaác Brizuela.